# Internet-Backbone
Das Internet-Backbone war das Hauptnetz (Rechnernetz), das jeden Teil des Internets verband. Heutzutage wird diese Bezeichnung als freier Begriff benutzt, um den „Kern“ des aktuellen Internets zu beschreiben.

## Geschichte
Das ursprüngliche Internet-Backbone war das Arpanet. 1986 wurde das NSFNet-Backbone gegründet, die US-Armee wandte sich als getrenntes MILNET-Netz ab und das Arpanet wurde abgeschafft. Es wurde dann ein Plan entwickelt, um das NSFN backbone zu erweitern, bevor es von der Erfindung einer auf dezentralisiertem Routing basierenden neuen Netzarchitektur, die sogenannte Network Access Point (NAP), übertroffen wurde. Nach der Stilllegung des NSFNet-Internet-Backbone am 30. April 1995 besteht nun das Internet vorwiegend aus mehreren kommerziellen Internetdienstanbietern (ISPs) und privaten Netzen. Der Begriff Internet-Backbone wird nun hauptsächlich frei verwendet, um auf die Links zwischen Providern und auf die Peering-Points Bezug zu nehmen.

## Übersicht
Das Internet-Backbone besteht aus vielen verschiedenen Netzen. In der Regel wird dieser Begriff verwendet, um untereinander verbundene große Netze zu bezeichnen, die individuelle Internetdienstanbieter (ISP) als Clients haben. Zum Beispiel kann ein lokaler ISP einer einzigen Stadt dienen und mit einem regionalen Provider verbunden sein, der mehrere lokale ISPs besitzt. Dieser regionale Provider ist wiederum mit einem Backbone-Netz verbunden, das landes- oder weltweit Verbindungen zur Verfügung stellt.
Diese Backbone-Provider bieten ihren Kunden in der Regel in vielen Städten Verbindungseinrichtungen an, die sich wiederum mit anderen Backbone-Providern durch Internet-Knoten verbinden.